# Сучевенська сільська територіальна громада
Сучевенська сільська громада — територіальна громада України, у Чернівецькому районі Чернівецької області. Адміністративний центр — село Сучевени.
Площа громади —  км², населення —  мешканців (2018).
Утворена 2019 року шляхом об'єднання Купської, Корчівецької та Сучевенської сільських рад Глибоцького району.

## Населені пункти
До складу громади входять 6 сіл: Корчівці, Купка, Петричанка, Просикуряни, Просіка та Сучевени.